# Hapū
Hapū to odłam maoryskiego iwi (plemienia), często określanego mianem klanu. Przynależność do hapū uzależniona jest od przeszłości rodowej; każde hapū składa się z pewnej liczby whānau (rodów). 
Termin wywodzi się od przymiotnika "ciężarna", co ma podkreślać genealogiczne powiązania pomiędzy poszczególnymi członkami hapū.